# Water-polo aux Jeux olympiques d'été de 1956
Navigation
Helsinki 1952 Rome 1960
Résultats du tournoi olympique de water-polo aux Jeux olympiques d'été de 1956 à Melbourne.
| Podiums | Or      | Argent      | Bronze |
| Hommes  | Hongrie | Yougoslavie | URSS   |

## Équipes

### Équipe de Hongrie
Ottó Boros, Dezsö Gyarmati, István Hevesi, Antal Bolvari, Kálmán Markovits, László Jeney, Tivadar Kanizsa, Ervin Zádor, Mihály Mayer, György Karpati, István Szivós.

### Équipe de Yougoslavie
Zdravko-Ćiro Kovačić, Ivica Cipci, Tomislav Franjković, Marijan Žužej, Zdravko Ježić, Lovro Radonjić, Hrvoje Kačić, Vladimir Ivković, Juraj Amšel, Ivo Štakula, Boško Vuksanović.

### Équipe d'URSS
Borys Hoykhman, Yuriy Shliapin, Viacheslav Kurennoi, Viktor Ageyev, Nodar Gvakhariya, Piotr Mshvenieradze, Piotr Breus, Mikhail Ryzhak, Valentin Prokopov, Boris Markarov.